# Гелчиці
Гелчиці (пол. Giełczyce, нім. Geltendorf) — село в Польщі, у гміні Скорошиці Ниського повіту Опольського воєводства.
Населення — 189 осіб (2011).

## Демографія
Демографічна структура станом на 31 березня 2011 року:
|          | Загалом | Допрацездатний вік | Працездатний вік | Постпрацездатний вік |
| -------- | ------- | ------------------ | ---------------- | -------------------- |
| Чоловіки | 103     | 26                 | 71               | 6                    |
| Жінки    | 86      | 15                 | 52               | 19                   |
| Разом    | 189     | 41                 | 123              | 25                   |